# Караваджо (Ломбардия)
Карава́джо (итал. Caravaggio) — коммуна в Италии, находится в регионе Ломбардия, в провинции Бергамо.
Население составляет 15 853 человека (2008), плотность населения составляет 483 чел./км². Занимает площадь 33 км². Почтовый индекс — 24043. Телефонный код — 0363.
Покровителями коммуны почитаются святые Фирм и Рустик, празднование 9 августа.
От названия города получил своё прозвание знаменитый итальянский живописец Микеланджело Меризи да Караваджо, а также другой художник: Полидоро Кальдара, прозванный Полидоро да Караваджо.

## Города-побратимы
- Порто Ерколе, Италия (1973)